# Wings University Tour
Wings University Tour fue una gira musical del grupo británico Wings en 1972, realizada poco después de su formación y de la publicación de su álbum debut, Wild Life. La formación del grupo, que ofreció once conciertos solo en el Reino Unido, incluyó a Paul McCartney, Linda McCartney, Denny Laine, Henry McCullough y Denny Seiwell.

## Trasfondo
McCartney había formado Wings con el propósito de tener un grupo propio con el que salir de gira. Durante los últimos años de The Beatles, notablemente durante las sesiones de grabación de Let It Be, había sugerido volver a realizar conciertos con el grupo mediante recitales en pubs sin anuncio previo. La idea nunca fue considerada como seria por sus compañeros de grupo. Entre el 2 y el 7 de febrero de 1972, Wings realizó ensayos para la gira en el Institute of Contemporary Arts de Londres. Los ensayos fueron filmados por Tyncho Films y titulados por McCartney como The ICA Rehearsal, e incluyó grabaciones de «The Mess», «Wild Life», «Bip Bop», «Blue Moon of Kentucky», «Maybelline», «Seaside Woman», «My Love», «Give Ireland Back to the Irish» y «Lucille». Un pequeño extracto del material filmado fue incluido en el documental Wings Over the World.

## Gira

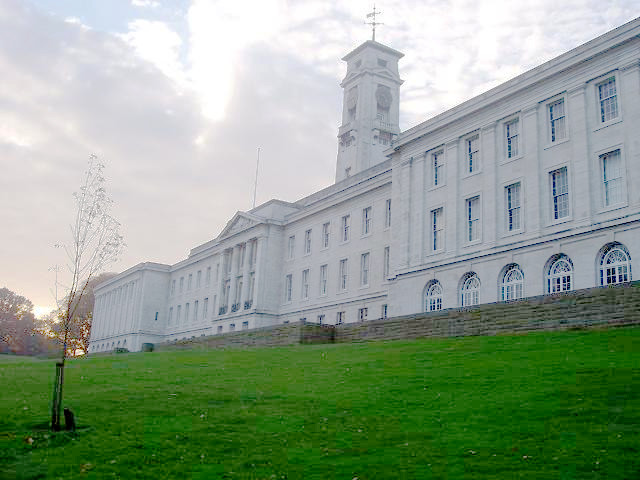
Universidad de Nottingham, donde Wings ofreció su primer concierto.

McCartney llevó al grupo a una gira improvisada por varias universidades del Reino Unido, apareciendo sin previo aviso y tocando para quien apareciese por los campus. La primera parda intencionada de la gira, Asby-de-la-Zouch, no tuvo un lugar adecuado, por lo que el grupo pasó a la más receptiva Nottingham. La entrada para el primer concierto que se celebró a las doce de la medianoche en el Portland Building Ballroom era de 0.40 libras esterlinas, que se dividieron a partes iguales entre los miembros del grupo. En Hull, la llega del grupo circuló más rápido y una sala de alrededor de 800 personas acogió a Wings por 50 céntimos por entrada.

## Banda
- Paul McCartney: voz, bajo y teclados.
- Linda McCartney: teclados, pandereta y coros.
- Denny Laine: guitarra eléctrica, bajo y coros.
- Henry McCullough: guitarra eléctrica y coros.
- Denny Seiwell: batería.

## Fechas
| Fecha                 | Ciudad              | País       | Escenario                      |
| --------------------- | ------------------- | ---------- | ------------------------------ |
| 9 de febrero de 1972  | Nottingham          | Inglaterra | Universidad de Nottingham      |
| 10 de febrero de 1972 | York                | Inglaterra | Universidad de York            |
| 11 de febrero de 1972 | Kingston upon Hull  | Inglaterra | Hull University West Refectory |
| 13 de febrero de 1972 | Newcastle upon Tyne | Inglaterra | Newcastle University           |
| 14 de febrero de 1972 | Lancaster           | Inglaterra | Universidad de Lancaster       |
| 16 de febrero de 1972 | Leeds               | Inglaterra | Universidad de Leeds           |
| 17 de febrero de 1972 | Sheffield           | Inglaterra | Universidad de Sheffield       |
| 18 de febrero de 1972 | Salford             | Inglaterra | Universidad de Salford         |
| 21 de febrero de 1972 | Birmingham          | Inglaterra | Universidad de Birmingham      |
| 22 de febrero de 1972 | Swansea             | Gales      | Universidad de Swansea         |
| 23 de febrero de 1972 | Oxford              | Inglaterra | Oxford University              |

## Lista de canciones
1. "Lucille"
2. "Give Ireland Back to the Irish"
3. "Blue Moon of Kentucky"
4. "Seaside Woman"
5. "Help Me Darling"
6. "Some People Never Know"
7. "The Mess"
8. "Bip Bop"
9. "Say Darling"
10. "Smile Away"
11. "My Love"
12. "Henry's Blues"
13. "Wild Life"
14. "Give Ireland Back to the Irish"
15. "Long Tall Sally"